# Franc Jankovič
Franc Jankovič, slovenski zdravnik in politik, * 1871, † 1934.
Obiskoval je gimnazijo v Celju in v Novem mestu. Že v gimnazijskih letih in posebno še kot visokošolec je deloval v narodnokulturnem oziru. Na Dunaju je študiral medicino in promoviral 31. marca 1898. Na dunajskem vseučilišču je ustanovil slovensko akademsko katoliško društvo Danica. Po končanem študiju je bil v službi kot sekundarij v deželni bolnici v Ljubljani, pozneje v umobolnici na Studencu ter v vojaški bolnici na Dunaju. Leta 1899 je odprl zdravniško prakso v Konjicah, kjer se je soočal s hudimi narodnostnimi spori. Septembra 1900 je dobil mesto okrožnega zdravnika v Kozjem. Kot kandidat Slovenske kmetske zveze je bil izvoljen za deželnega poslanca v Gradcu, kjer je postal namestnik deželnega glavarja. V dunajski državni zbor je prišel 13. junija 1911 in je bil član parlamentarne kontrolne komisije za državne dolgove. Leta 1913 je bil predsednik 4. katoliškega shoda v Ljubljani. 
Po prevratu se je preselil v Maribor in sprejel službo zdravnika v moški kazniinici. V vladi Stojana Protića je bil minister za vero od 19. februarja do 17. maja 1920. Zaradi bolezni se je popolnoma umaknil iz javnega življenja in se posvetil zdravniški praksi. Za zasluge je bil dvakrat odlikovan z redom sv. Save in Jugoslovansko krono.